# Юная мисс США 2017
Юная Мисс США 2017 (англ. Miss Teen USA 2017) — 35-й национальный конкурс красоты для девушек подростков, проводился Phoenix Symphony Hall, Финикс, штат Аризона. Победительницей стала представительница штата Миссури — София Домингез-Хайтхоф. Ведущими конкурса стали Хайди Пауэлл — тренер, автор и Эрин Лим — корреспондент телеканала E!. Мексиканский певец Хорхе Бланко выступил в интервал-акте.
Впервые конкурс проводился в штате Аризона и впервые транслировался в Высоком динамическом диапазоне (HDR), виртуальной реальности и на консолях PlayStation.

## Результаты

### Места
| Финальный результат | Участница |
| ------------------- | --- |
| Юная мисс США 2017  | - Миссури — София Домингез-Хайтхоф |
| 1-я Вице-мисс       | - Орегон — Ванесса Мэтисон |
| 2-я Вице-мисс       | - Невада — Алексис Смит |
| 3-я Вице-мисс       | - Индиана — Пейдж Робинсон |
| 4-я Вице-мисс       | - Калифорния — Джаану Патель |
| Топ 15              | - Аризона — Карли Риггс - Айова — Карли Арнольд - Мэриленд — Тейлор Спруилл - Нью-Йорк — Изабелла Гриффит - Оклахома — Бейли Огл - Техас — Кирби Линдли - Юта — Рэйчел Белл - Вермонт — Келси Голонка - Западная Виргиния — Оливия Хатчисон - Вайоминг — Аутюмн Шиферштейн |

### Специальные награды
| Награда              | Участница                        |
| -------------------- | -------------------------------- |
| Мисс Конгениальность | - Род-Айленд — Алекса Папигиотис |
| Мисс Фотогеничность  | - Нью-Джерси — Бриана Райнштейн  |

## Конкурс красоты

### Отбор участниц
Каждую участницу национального конкурса выбирали в штатах с сентября 2016 года по февраль 2017 года.

### Предварительный тур
Перед финалом, 28 июля конкурсантки приняли участие в предварительном раунде, который включал в себя интервью с судьями и презентационное шоу, где они выходили в купальниках и вечерних платьях. Мероприятие состоялось за день до финала.

### Финал
Во время финального конкурса лучшие финалистки выходили в спортивной одежде, вечерних платьях и в индивидуальном выходе. Победительницу выбрали судьи.

### Трансляция
Все туры конкурса транслировались в мобильном приложении «Miss U», на странице в социальной сети Facebook и в качестве загружаемых живых событий, доступных в PlayStation Store для консолей PlayStation 4. Окончательный тур также будет транслировался на консоле Xbox One через сайт Mixer, включая поддержку HDR (только для Xbox One S) и на консолях Xbox 360 через Xbox Live.

## Судьи
- Кэтрин Ли Грэм – победительница Юная мисс США 2014[2]
- Дивья Гугнани – предприниматель и соучредитель «Wander Beauty»[2]
- Калани Хилликер[англ.] – танцор, актриса и модель[2]
- Тамая Петтевей – бизнесвумен и старший вице-президент Endemol Shine North America's[англ.] Отдел брендов и лицензионных партнерств[2]
- Селеста Родригес – ведущая теленовостей[2]

## Участницы
Список участниц конкурса красоты.
| Штат                       | Имя                    | Возраст | Родной город       | Рост | Место                | Примечания |
| -------------------------- | ---------------------- | ------- | ------------------ | ---- | -------------------- | --- |
| Алабама                    | Клэр Скотт             | 17      | Веставия-Хиллс     | 170  |                      | |
| Аляска                     | Тана Бартелс           | 19      | Фэрбанкс           |      |                      | - Позже 4-я вице-мисс на «Мисс Аляска 2020» - Позже 2-я вице-мисс на «Мисс Аляска 2021» |
| Аризона                    | Карли Риггс            | 17      | Скотсдейл          | 173  | Топ-15               | |
| Арканзас                   | Элисон Такер           | 17      | Кларксвилл         | 168  |                      | |
| Калифорния                 | Джаану Патель          | 16      | Хантингтон-Бич     | 175  | 4-я вице-мисс        | |
| Колорадо                   | Алексис Гловер         | 17      | Колорадо-Спрингс   | 170  |                      | Позже 1-я Вице-мисс «Мисс Колорадо 2021» |
| Коннектикут                | Лана Коффи             | 18      | Нью-Кейнан         | 180  |                      | Сестра Татьяны Палладжи участницы «Юная мисс США 2007» |
| Делавэр                    | Грейс Ланге            | 17      | Ньюарк             | 183  |                      | Позже «Мисс Делавэр 2022» |
| Вашингтон (округ Колумбия) | Карис Фелтон           | 17      | Вашингтон          | 168  |                      | |
| Флорида                    | Виктория ДиСорбо       | 19      | Пемброк-Пайнс      | 175  |                      | |
| Джорджия                   | Тейлор Уорд            | 18      | Валдоста           |      |                      | |
| Гавайи                     | Лорен Теруйя           | 19      | Гонолулу           | 173  |                      | Сестра победительницы «Юная мисс Гавайи 2012» Кэтрин Теруйя. |
| Айдахо                     | Габриэлла Симпсон      | 18      | Бойсе              | 170  |                      | Позже в Топ-15 полуфиналисток на «Мисс Миссури 2020» |
| Иллинойс                   | Оливия Болебер         | 17      | Кармай             | 170  |                      | |
| Индиана                    | Пейдж Робинсон         | 18      | Индианаполис       |      | 3-я вице-мисс        | |
| Айова                      | Карли Арнольд          | 19      | Шаритон            | 178  | Топ-15               | |
| Канзас                     | Малери Мур             | 17      | Олейте             | 168  |                      | Сестра победительницы «Юная мисс Канзас 2016» Мэдисон Мур |
| Кентукки                   | Оливия Превитт         | 18      | Данвилл            | 157  |                      | |
| Луизиана                   | Хейли Краусби          | 18      | Лакомб             |      |                      | |
| Мэн                        | Виктория Тимм          | 18      | Скарборо           | 170  |                      | |
| Мэриленд                   | Тейлор Спруилл         | 19      | Аппер-Марлборо     | 175  | Топ-15               | |
| Массачусетс                | Кейтлин Мартин         | 17      | Суонси             | 168  |                      | |
| Мичиган                    | Кензи Вайнгарц         | 18      | Мэрисвилл          |      |                      | |
| Миннесота                  | Тори Триттин           | 15      | Лейквилл           | 163  |                      | |
| Миссисипи                  | Ханна Чисолм           | 17      | Коллинсвилл        | 170  |                      | |
| Миссури                    | София Домингез-Хайтхоф | 17      | Канзас-Сити        | 178  | «Юная мисс США 2017» | |
| Монтана                    | Эль Кук                | 17      | Биллингс           | 173  |                      | Позже 1-я Вице-мисс на «Мисс Монтана 2019» |
| Небраска                   | Саманта Вашингтон      | 19      | Линкольн           | 173  |                      | - Дочь игрока американского футбола Брайана Вашингтона. - В прошлом «Miss America’s Outstanding Teen state pageants 2013». - Позже 2-я Вице-мисс на «Мисс Небраска 2019» - Позже 2-я Вице-мисс на «Мисс Небраска 2019» |
| Невада                     | Алексис Смит           | 17      | Лас-Вегас          | 178  | 2-я вице-мисс        | |
| Нью-Гэмпшир                | Колби Трейси           | 18      | Бедфорд            | 173  |                      | |
| Нью-Джерси                 | Бриана Райнштейн       | 17      | Маналапан          | 155  |                      | |
| Нью-Мексико                | Калина Гамильтон       | 17      | Альбукерке         | 175  |                      | |
| Нью-Йорк                   | Изабелла Гриффит       | 16      | Мелвилл            | 178  | Топ-15               | |
| Северная Каролина          | Кензи Хэнсли           | 18      | Сёрф-Сити          | 178  |                      | В прошлом «Miss North Carolina’s Outstanding Teen 2015». |
| Северная Дакота            | Килин Паризьен-Хилл    | 19      | Белкорт            | 165  |                      | |
| Огайо                      | Эмма Карле             | 18      | Спрингфилд-Тауншип |      |                      | |
| Оклахома                   | Бейли Огл              | 18      | Норман             | 170  | Топ-15               | Позже 3-я Вице-мисс на «Мисс Оклахома 2019» |
| Орегон                     | Ванесса Мэтисон        | 19      | Кламат-Фолс        | 175  | 1-я вице-мисс        | |
| Пенсильвания               | Лорен Уивер            | 17      | Виндбер            | 175  |                      | |
| Род-Айленд                 | Алекса Папигиотис      | 18      | Норт-Провиденс     | 157  |                      | - Позже 3-я Вице-мисс на «Мисс Род-Айленд 2019» - Позже 2-я Вице-мисс на «Мисс Род-Айленд 2020» |
| Южная Каролина             | Алексис Джонсон        | 18      | Мертл-Бич          | 178  |                      | |
| Южная Дакота               | Дилейни Рупп           | 19      | Су-Фолс            | 180  |                      | Сестра Алексис Рупп победительницы «Юная мисс Южная Дакота 2013». |
| Теннесси                   | Меган Холлингсворт     | 18      | Льюисбург          |      |                      | Позже 2-я Вице-мисс на «Мисс Теннесси 2019» |
| Техас                      | Кирби Линдли           | 19      | Сайпресс           | 175  |                      | Позже 1-я Вице-мисс на «Мисс Техас 2019» |
| Юта                        | Рэйчел Белл            | 18      | Санди              |      |                      | Сестра Кендил Белл победительницы «Мисс Юта 2012». |
| Вермонт                    | Келси Голонка          | 18      | Монтпилиер         | 163  |                      | Позже победительница «Мисс Вермонт 2022» |
| Виргиния                   | Мэдисон Уокер          | 17      | Верджиния-Бич      |      |                      | |
| Вашингтон                  | Алисса Уильямс         | 18      | Саммер             | 170  |                      | |
| Западная Виргиния          | Оливия Хатчисон        | 18      | Хантингтон         | 175  |                      | |
| Висконсин                  | Эбби Брайсон           | 19      | Брукфилд           | 173  |                      | Сестра Элизабет Брайсон победительницы «Юная мисс Висконсин 2009». |
| Вайоминг                   | Аутюмн Шиферштайн      | 17      | Шайенн             | 173  |                      | |

## Заметки
1. ↑  На момент участия в конкурсе

## Примечание
1. ↑  Wait is over for Miss Teen USA date: Finals set for July 29 in Phoenix - News - The Daily Herald - Columbia, TN. Дата обращения: 27 июля 2017. Архивировано 29 июня 2017 года.
2. 1 2 3 4 5  Competition. Miss Universe Organization (22 июля 2017). Дата обращения: 27 июля 2017. Архивировано из оригинала 4 августа 2017 года.
3. ↑  Miss Teen USA 2017 Contestants. MUO. Дата обращения: 15 июля 2017. Архивировано из оригинала 2 августа 2017 года.
4. ↑  Moore, Tamika (5 ноября 2016). Over the Mountain teen Claire Scott crowned Miss Alabama Teen USA 2017. AL.com. Архивировано 9 ноября 2016.
5. ↑  Bohman, Amanda (10 февраля 2017). Fairbanks barista wins statewide teen beauty contest. Fairbanks Daily Miner. Архивировано 15 февраля 2017. Дата обращения: 16 февраля 2017.
6. 1 2 3  Alteir, Nuran (22 декабря 2016). Pride and poise help Huntington Beach girl capture Miss California Teen title. Daily Pilot. Архивировано 22 июля 2017. Дата обращения: 16 февраля 2017.
7. ↑  Miss Colorado USA & Miss Colorado Teen USA Pageants. Дата обращения: 27 июля 2017. Архивировано 5 марта 2017 года.
8. 1 2  Catareves, Michael (13 ноября 2016). New Canaan's Lana Coffey wins Miss Connecticut Teen USA pageant. New Canaan Advertiser. Архивировано 21 мая 2017. Дата обращения: 16 февраля 2017.
9. ↑  VHS student wins Miss Georgia Teen USA 2017. Valdosta Daily Times. 2 февраля 2017. Дата обращения: 16 февраля 2017.
10. 1 2  Reed, Andrew (23 ноября 2016). Pageant Winner has Passion for Volunteer Work. ID Ed News. Архивировано 16 февраля 2017. Дата обращения: 16 февраля 2017.
11. 1 2  Miss Iowa USA, Miss Iowa Teen USA crowned. Journal Express. 10 октября 2016. Архивировано из оригинала 17 ноября 2021.
12. 1 2 3  Kniggendorf, Anne (7 декабря 2016). A 'sister crowning sister' moment. The Kansas City Star. Архивировано 16 февраля 2017. Дата обращения: 16 февраля 2017.
13. 1 2  Peek, Kendra (30 января 2017). Danville teen wins Miss Kentucky Teen USA pageant. The Advocate-Messenger.
14. ↑  Brasted, Chelsea (9 октября 2016). Miss Louisiana USA, Miss Louisiana Teen USA 2017 crowned. The Times-Picayune. Архивировано 13 июня 2017.
15. 1 2  Murphy, Linda (12 декабря 2016). Swansea's Caitlyn Martin helps raise epilepsy awareness as Miss Massachusetts Teen USA. The Herald News. Архивировано 1 августа 2017. Дата обращения: 16 февраля 2017.
16. 1 2  Maurice, Jim (28 ноября 2016). New Miss Minnesota, Miss Minnesota Teen Crowned. WJON. Архивировано 4 июля 2017. Дата обращения: 16 февраля 2017.
17. ↑  Baty, Ellie (6 сентября 2016). New Miss Montana USA and Miss Montana Teen USA crowned.{{cite news}}:  Википедия:Обслуживание CS1 (url-status) (ссылка)
18. ↑  Bedford's Kolby Tracey crowned Miss New Hampshire Teen USA. Bedford Journal. 18 ноября 2016. Архивировано из оригинала 17 февраля 2017. Дата обращения: 16 февраля 2017.
19. 1 2  Catenacci, Joe (1 февраля 2016). Miss North Carolina Teen USA Kenzie Hansley continues family tradition of Miracle League Home Run Derby. Port City Daily. Архивировано 12 марта 2017. Дата обращения: 16 февраля 2016.
20. 1 2  Singleton, Kate (26 декабря 2016). Ogle captures Miss Oklahoma Teen crown. The Express-Star. Дата обращения: 16 февраля 2016.
21. ↑  Troxtell, Adam (27 декабря 2016). Miss Oklahoma Teen USA to spread personal message. The Norman Transcript. Архивировано 30 декабря 2016. Дата обращения: 16 февраля 2016.
22. 1 2  Bernhard, Johanna (4 ноября 2016). Local teen wins state pageant title. Herald and News. Архивировано из оригинала 9 ноября 2016. Дата обращения: 16 февраля 2017.
23. 1 2  Windber teen wins Miss Pennsylvania Teen pageant. The Daily American. 8 декабря 2016.
24. 1 2 3  Christen, Mark (11 октября 2016). Getting to know Miss Tennessee Teen USA. Columbia Daily Herald. Архивировано 16 февраля 2017.
25. ↑  Newly crowned Miss Utah, Miss Teen Utah visit Fox 13. Fox 13 News. 2 декабря 2016. Архивировано 16 февраля 2017. Дата обращения: 16 февраля 2017.
26. 1 2  Collier, Kayla (1 декабря 2016). Confidently beautiful: Vermont pageants show that beauty is more than skin deep. Stowe Reporter. Архивировано 27 июня 2017. Дата обращения: 16 февраля 2017.
27. 1 2  Lewis, Jen (8 февраля 2017). Counting Kindness – Crown Making Project. The Hampton Roads Show. Архивировано 21 апреля 2017. Дата обращения: 16 февраля 2017.
28. 1 2  Mendez, Josephine (1 декабря 2016). Teen queen Olivia Hutchison hopes to spread message of inclusion. The Herald Dispatch. Дата обращения: 16 февраля 2016.